# 쐐기돌

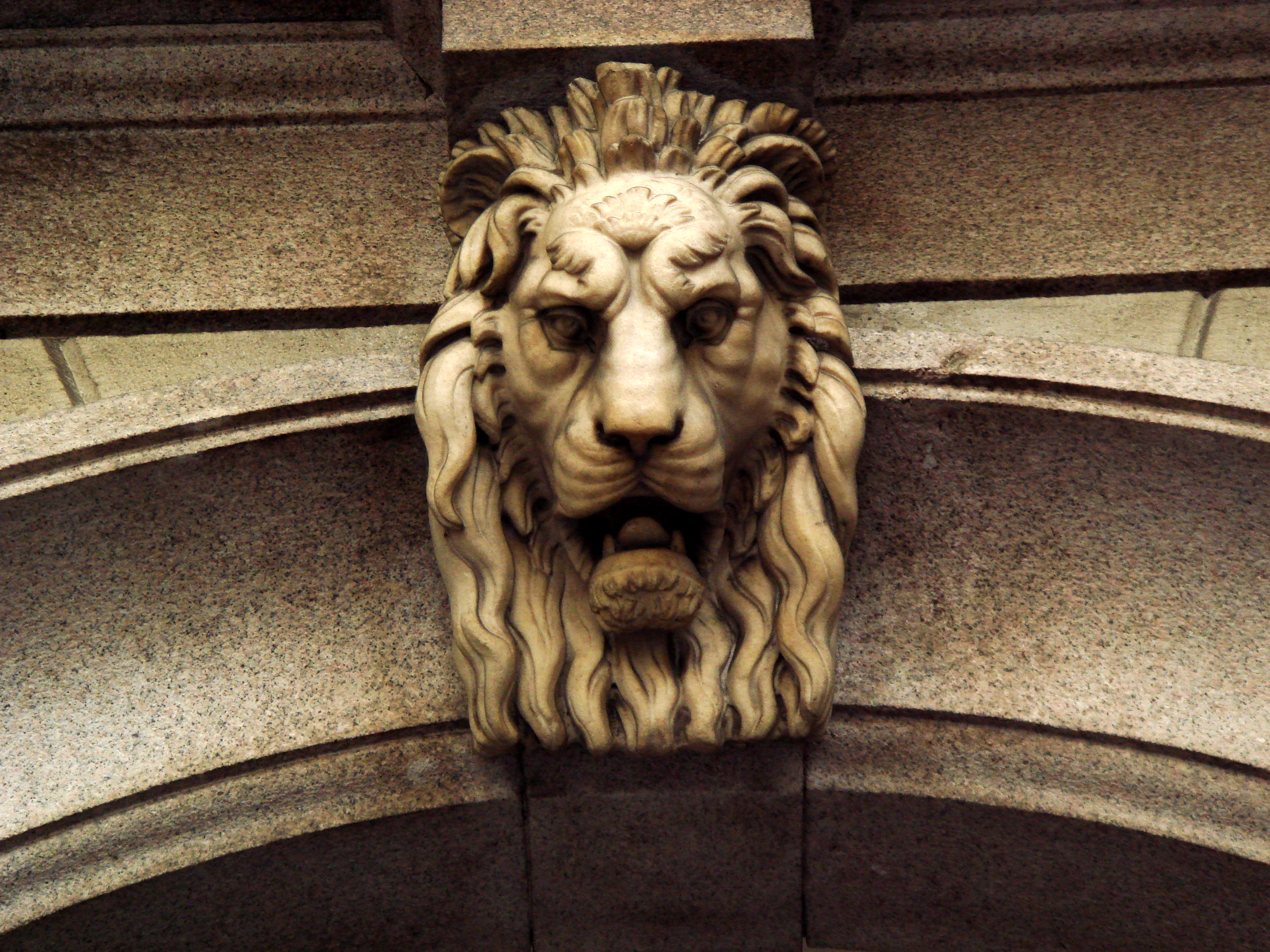

쐐기돌 또는 키스톤(Keystone)은 아치 꼭대기 부분에 있는 건축 요소이다.

## 같이 보기
- 오쿨루스